# اسنک بار بوداپست
اسنک بار بوداپست (ایتالیایی: Snack Bar Budapest) یک فیلم کمدی نئو-نوآر ایتالیایی به کارگردانی تینتو براس است که در سال ۱۹۸۸ منتشر شد.

## بازیگران
- جانکارلو جانینی
- تینتو براس
- مالیسا لونگو
- جورجو تیراباسی
- والنتین دمی
- فیلیپ لئوتار
- رافائلا باراکی
- کارلو مونی
- جودیتا دل وچو